# Сврбиці
Сврбиці (словац. Svrbice) — село, громада округу Топольчани, Нітранський край. Кадастрова площа громади — 6.94 км².
Населення 199 осіб (станом на 31 грудня 2019 року).

## Історія
Сврбиці згадується 1268 року.

## Населення
| Рік:            | 1994. | 2004.    | 2014.   | 2024.   |
| --------------- | ----- | -------- | ------- | ------- |
| Кількість осіб: | 232   | 208      | 199     | 194     |
| Різниця:        |       | -10,34 % | -4,32 % | -2,51 % |

| Рік:            | 2023. | 2024.   |
| --------------- | ----- | ------- |
| Кількість осіб: | 192   | 194     |
| Різниця:        |       | +1,04 % |